# William Unwin

William Cawthorne Unwin FRS (Coggeshall, 12 de dezembro de 1838 – 17 de março de 1933) foi um engenheiro civil e engenheiro mecânico britânico. Conhecido por seu trabalho sobre engenharia hidráulica e motores e sua associação direta com William Fairbairn. Foi um dos poucos a servir como pr4esidente das organizações Institution of Civil Engineers e Institution of Mechanical Engineers. Foi o primeiro recipiente da Medalha de Ouro Kelvin, concedida pela Institution of Civil Engineers.